# Veldin Hodža
Veldin Hodža (Rijeka, 15. listopada 2002.) kosovsko-hrvatski je nogometaš koji igra na poziciji defenzivnog veznog. Trenutačno igra za Rubin Kazanj.

## Klupska karijera
Rođen u Rijeci, Hodža je goranskog porijekla iz Restelice na jugu Kosova. Hodža je 7. listopada 2020. debitirao za seniorsku momčad Rijeke protiv vinkovačkog Dilja u prvom kolu Hrvatskog nogometnog kupa. Postigao je pogodak u 69. minuti i Rijeka je slavila 6:0. Dana 26. studenog 2020. Hodža je upisao svoj prvi nastup u UEFA Europskoj ligi, ušavši kao zamjena u 87. minuti umjesto Adama Gnezde Čerina u utakmici grupne faze protiv Napolija. Zatim se u zimskom prijelaznom roku pridružio Orijentu na posudbi s Matijom Friganom. Nakon toga pridružio se Hrvatskom dragovoljcu kako bi pomogao u njihovoj borbi za opstanak. Dana 20. lipnja 2022. Hodža se ponovno pridružio svom bivšem klubu Rijeci, potpisavši ugovor do ljeta 2024. 

## Reprezentativna karijera
Hodža je prvotno predstavljao Hrvatsku na međunarodnoj razini. Od 2025. predstavlja Kosovo.

## Vanjske poveznice
- Veldin Hodža, Hrvatski nogometni savez